# Hauteville-lès-Dijon
Hauteville-lès-Dijon är en kommun i departementet Côte-d'Or i regionen Bourgogne-Franche-Comté i östra Frankrike. Kommunen ligger i kantonen Fontaine-lès-Dijon som tillhör arrondissementet Dijon. År 2022 hade Hauteville-lès-Dijon 1 206 invånare.

## Befolkningsutveckling
Antalet invånare i kommunen Hauteville-lès-Dijon
Referens:INSEE